# Umetniška keramika
V umetnostni zgodovini keramika in umetniška keramika pomeni umetniške predmete: kot so figure, ploščice in namizni pribor izdelan iz gline in drugih surovin v procesu lončarstva. Nekateri keramični izdelki sodijo v likovno umetnost, drugi pa so dekorativni, industrijski ali predmeti uporabne umetnosti ali artefakti v arheologiji. Izdelani so lahko od posameznika ali v tovarni, v kateri skupina ljudi načrtuje, izdela in okrasi posodo. Okrasna keramika se včasih imenuje "umetnost lončarstva«.
Beseda "keramika" izhaja iz grške keramicos (κεραμικος), kar pomeni "lončarstvo", in prihaja iz keramos (κεραμος) - lončarska glina. Večina tradicionalnih keramičnih izdelkov je bila narejena iz gline (ali gline mešane z drugimi materiali), oblikovana in toplotno obdelana, posoda in okrasna keramika pa na splošno narejena na enak način. V sodobni keramični inženirski uporabi, je keramika umetnost in znanost izdelave predmetov iz anorganskih, nekovinskih materialov z delovanjem toplote. Izključuje steklo in mozaik iz steklenih kock.
Zgodovina umetniške keramike je dolga pri skoraj vseh razvitih kulturah in često so keramični predmeti umetniški dokazi izginulih kultur. Kulture, ki posebej opozarjajo s keramiko so kitajska, kretska, grška, perzijska, majevska, japonska in korejska kultura, kot tudi moderne zahodne kulture.
Elementi umetniške keramike, na kateri so bile različne stopnje poudarkov ob različnih časih so: oblika predmeta, njegova dekoracija s poslikavo, vrezovanjem in drugimi metodami in glaziranje.

## Prazgodovinska keramika
Zgodnja posoda je bila narejena po metodi "spirale", po kateri se je svaljek gline v dolgem nizu navijal in ustvaril obliko, ki se je kasneje zgladila. Lončarsko vreteno, ki so ga verjetno izumili v Mezopotamiji v 4. tisočletju pred našim štetjem, se je razširilo po skoraj vsej Evraziji in velikem delu Afrike, ostalo pa neznano v Novem svetu do prihoda Evropejcev. Dekoracija gline z vrezovanjem in poslikavo je bila zelo razširjena, najprej z geometrijskimi vzorci, že zelo zgodaj pa so bili vključeni figuralni motivi.
Kako pomembno je lončarstvo v arheologiji prazgodovinskih kultur, kažejo mnogi znani primeri, ki se razlikujejo po njihovih značilnostih, često zelo fine keramike, kot so: Kultura linearne trakaste keramike, Kultura zvončastih čaš, Kultura kroglastih amfor, Kultura vrvičaste keramike in Kultura lijakastih čaš, če vzamemo le primere iz neolitika v Evropi (približno 7000-1800 pr. n. št.).
Umetniška keramika je generirala mnogo slogov iz lastne tradicije, vendar često tesno povezana s sodobnim kiparstvom in kovinami. Mnogokrat v zgodovini slogov so iz bolj prestižnih in dragih umetnin iz kovine kopirali v keramiki. To je mogoče videti v zgodnji kitajski keramiki, tako lončenini kakor v keramičnih izdelkih iz časa dinastije Šang (1523 do 1027 pr. n. št), v antičnem Rimu, v iranskem lončarstvu in rokoko evropskem slogu, so kopirali sodobne oblike srebrnine. Skupna besedna raba za keramične izdelke je "posoda" - kot so sklede, vaze in amfore, kakor tudi druga namizna posoda, pogosto pa tudi za figurice.

### Keramika kot stenska dekoracija
Najzgodnejši dokaz glazirane opeke je odkritje glazirane opeke v Elamitskem templju v Chogha Zanbil, datiran v 13. stoletje pred našim štetjem. Glazirana in barvna opeka se je uporabljala za nizke reliefe v antični Mezopotamiji, najslavnejša so Ištarina vrata iz Babilona (okoli 575 pr. n. št.), zdaj delno rekonstruirana v Berlinu. Mezopotamski obrtniki so znanje prinesli iz palač perzijskega imperija, kot je Perzepolis. Tradicija se je nadaljevala in po islamskem osvajanju Perzije je obarvana in poslikana glazirana opeka ali ploščica postala  pomemben element v Perzijski arhitekturi in se od tam razširila na večji del islamskega sveta. Znano je predvsem İznik lončarstvo Turčije, v okviru osmanskega cesarstva v 16. in 17. stoletja.
Uporaba tehnologije metaliziranih ploščic je eden najlepših primerov uporabe srednjeveške islamske keramike. Kot stenski okras je viden v mošeji v Uqbi, znani kot Velika mošeja v Kairouanu (v Tuniziji). Zgornji del mihraba stene krasijo večbarvne in enobarvne metalizirane ploščice (862-863), ploščice so bile verjetno uvožene iz Mezopotamije.
Prenesene preko islamske Španije, so se v Španiji in še posebej na Portugalskem, razvile nove tradicije azulejo, ki jih v baroku proizvajajo kot izredno velike poslikane prizore na ploščicah, običajno v modri in beli barvi. Delftware ploščice, značilne poslikane precej majhne ploščice, vseprisotne na Nizozemskem, so veliko izvažali v severno Evropo od 16. stoletja naprej. Mnogo kraljevskih palač iz 18. stoletja je imelo stene sob v celoti pokrite s porcelanom. Ohranjeni primeri so v Capodimonte, Neapelj, kraljevi palači v Madridu in bližnji kraljevi palači Aranjuez. Izdelane lončene peči so bile značilnost sob pri srednjem in višjih slojih prebivalstva v severni Evropi od 17. do 19. stoletja.
Obstaja več drugih vrst tradicionalnih ploščic, ki niso nastale v proizvodnji, na primer majhne, skoraj mozaične, svetlo obarvane zellij ploščice v Maroku. Z izjemami, kot je primer Porcelanska pagoda v Nanjingu, ploščice ali glazirane opeke ne poznajo v vzhodnoazijski keramiki.

## Vzhodna Azija
Čeprav lončene figurice najdemo že v prejšnjih obdobjih v Evropi, najstarejše lončarske posode prihajajo iz vzhodne Azije, z najdbami na Kitajskem in Japonskem, nato pa še združene s kopnim mostom in nekaj, kar je zdaj Ruski Daljni vzhod, kjer so najdbe stare med 20.000 in 10.000 pred našim štetjem, čeprav so bile posode enostavni uporabni predmeti. Jama Šjanrendong v provinci Džjangši vsebuje fragmente lončarstva, ki segajo do 20.000 let nazaj.

### Kambodža
Nedavna arheološka izkopavanja na Angkor Borei (na jugu Kambodže) so prinesla številno keramiko, od katere nekateri predmeti verjetno segajo v prazgodovino. Večina posod pa datira v pred-angkorsko obdobje in predstavljajo predvsem rožnate glinene posode, ki so bile bodisi ročno izdelane ali na vretenu, nato pa okrašene z vrezanimi vzorci.
Glazirani izdelki se prvič pojavijo v arheološkem zapisu ob koncu 9. stoletja v templju skupine Roluos v regiji Angkor, kjer so našli zeleno glazirane drobce posode. Rjava glazura je postala priljubljen v začetku 11. stoletja in takih je v izobilju na kamboških lokacijah na severovzhodnem Tajskem. Okraševanje lončenine z živalskimi oblikami je bil priljubljen slog od 11. do 13. stoletja. Arheološka izkopavanja v regiji Angkor so pokazala, da se je proti koncu Angkor obdobja proizvodnja avtohtone keramike zmanjšala, medtem ko se je dramatično povečal uvoz kitajske keramike.
Neposredno dokazilo o oblikah posod zagotavljajo prizori upodobljeni na bas-reliefih na kamboških templjih, ki ponujajo tudi vpogled v domačo in ritualno uporabo izdelkov. Široka paleta uporabnih oblik kaže, da so Kmeri uporabljali keramiko v vsakdanjem življenju za kuhanje, konzerviranje hrane, nošenje in shranjevanje tekočin, kot za shranjevanje zdravilnih zelišč, parfumov in kozmetike.

### Kitajska
Kitajski porcelan je znan iz poznega obdobja Vzhodniih Hanov (100 do 200 n. št.), obdobje Tri kraljestva (220-280 n. št.), obdobje šest dinastij (220-589 n. št.) in po tem. Zlasti Kitajska je imela stalno zgodovino velikoserijske proizvodnje, s cesarskimi tovarnami, ki so običajno proizvajale najboljše izdelke. Dinastija Tang (618-906) je še posebej znana po številnih grobnih pridatkih človeških figur, živali in modelov hiš, čolnov in drugih dobrin, ki so jih v velikem številu izkopali (navadno nezakonito) iz grobišč.
Imperialni porcelan iz dinastije Song (960-1279), ki vsebuje zelo subtilno dekoracijo plitvo vrezano z nožem v glino, je po mnenju mnogih strokovnjakov vrhunec kitajske keramike, čeprav je velika in bolj prešerno poslikana keramika iz dinastije Ming (1368-1644) bolj cenjena.
Kitajski cesarji so dajali keramiko kot diplomatska darila v razkošnem obsegu. Prisotnost kitajske keramike je nedvomno podprla razvoj povezanih tradicij keramike na Japonskem in še posebej v Koreji.

### Japonska
Najzgodnejše japonsko lončarstvo je bilo znano že okoli 11. tisočletja pred našim štetjem. Džomon posoda se je pojavila v 6. tisočletju pred našim štetjem in preprosta posoda obdobja Jajoi okoli 4. stoletju pred našim štetjem. Ta zgodnja lončenina je bila iz mehke fajanse, žgana pri nizkih temperaturah. Lončarsko vreteno in peč sta se pojavila v 3. ali 4. stoletju našega štetja, verjetno so ju prinesli iz Kitajske prek Korejskega polotoka. V 8. stoletju so s pečmi na Japonskem izdelali preproste, z zelenim svincem glazirane izdelke. Neglazirana lončenina je bila uporabljena za nagrobne vrče, posode za shranjevanje in kuhinjske lonce do 17. stoletja. Nekatere peči so izboljšale svoje metode med 11. in 16. stoletjem, sicer pa je Japonska uvažala porcelan iz Kitajske in Koreje. Po japonskem fevdalcu Tojotomi Hidejošiju, ki je osvojil Kitajsko v 1590-tih so poimenovali tudi "vojno za keramiko", ker se zdi, da je bila glavni vzrok za izseljevanje korejskih lončarjev. Eden od teh lončarjev, Ji Sam-pjeong, je odkril surovino za porcelan v Ariti in proizvedel prvi pravi porcelan na Japonskem.
V 17. stoletju so razmere na Kitajskem prisilile, da je nekaj lončarjev odšlo na Japonsko in z njimi znanje za izdelavo rafiniranega porcelana. Od sredine stoletja je Nizozemska vzhodnoindijska družba začela uvažati japonski porcelan v Evropo. V tem času so bili Kakiemon izdelki proizvedeni v tovarnah Arita in so imeli veliko skupnega s slogom kitajski Famille Verte.Vrhunska kakovost njihovega emajliranega okrasja je bila zelo cenjena na Zahodu in so jo pogosto posnemali glavni evropski proizvajalci porcelana. Leta 1971 je bil razglašen za pomembno "nesnovno kulturno dediščino" s strani japonske vlade.
V 20. stoletju je zanimanje za umetnost vaškega lončarstva oživilo Mingei ljudsko gibanje, pod vodstvom lončarjev Šodži Hamada, Kavai Kadžiro in drugih. Raziskovali so tradicionalne metode za ohranitev avtohtonih izdelkov, ki so bili v nevarnosti, da izumrejo. Sodobni mojstri uporabljajo stare metode, da bi keramika in porcelan dosegla kvaliteto  v območjih Šiga, Iga, Karacu, Hagi, in Bizen. Nekaj izjemnih lončarjev so imenovali živeči kulturni zaklad (mukei bunkazai 無形 文化 財). V starem središču Kjoto je družina Raku nadaljevala s proizvodnjo grobih čajnih skodelic, v provinci Mino lončarji še rekonstruirajo klasične formule obdobja Momojama Seto tip čajnih izdelkov, kot je posoda Oribe. Do leta 1990 so številni mojstri lončarji delali z antičnimi pečmi in na klasičen način izdelke v vseh delih Japonske.

### Koreja
Korejsko lončarstvo je imel neprekinjeno tradicijo, saj so preproste lončene izdelke poznali že od okoli 8000 pred našim štetjem. Stili so podobni kitajskim, kasneje japonskim in sodobnim. Keramika iz dinastije Gorjeo (918-1392) in beli porcelan zgodnje naslednje dinastije Džoseon veljajo za najboljše dosežke.

## Zahodna Azija in Bližnji vzhod

### Islamska keramika
Od 8. do 18. stoletja, je bila glazirana keramika pomembna v islamski umetnosti, navadno v obliki zapletene lončenine , posebej v razvoju energične perzijske in egipčanske pre-islamske tradicije. Kositrna, barvna, neprozorna glazura je bila razvita, prve primere najdemo kot modro pobarvana keramika v Basri iz okoli 8. stoletja. Islamski svet je imel stike s Kitajsko in vse bolj prilagojene številne kitajske dekorativne motive. Perzijski izdelki so se postopoma osvobodili islamskih omejitev glede figurativnega okrasja in poslikani figurativni prizori so postali zelo pomembni.
Kamenina, ki izvira iz 9. stoletja iz Iraka, je bila tudi pomemben material v islamskem lončarstvu. Izdelki si bili proizvedeni v Ar-Raqqah, Sirija, v 8. stoletju. Drugi centri za inovativno keramiko v islamskem svetu so bili Fustat (v bližini sodobnega Kaira  975-1075), Damask od 1100 do okoli leta 1600 in Tabriz (Iran) od 1470 do 1550.
Oblika albarello, vrsta majolika lončene posode, prvotno namenjena za mazila v apotekarstvu in suhe droge, je bila najprej na islamskem Bližnjem vzhodu. V Italijo so jo prinesli Hispano-Mavrski trgovci. Najstarejši italijanski primeri so bili proizvedeni v Firencah v 15. stoletju.
İzniška keramika iz İznika v zahodni Anatoliji, je zelo okrašena keramika, katere vrhunec je bil v poznem 16. stoletju pod osmanskimi sultani. İzniška posoda je bila prvotno imitacija kitajskega porcelana, ki je bil zelo cenjen. Pod Sulejmanom Veličastnim (1520-1566) se je povpraševanje po izdelkih iz İznika povečalo. Po osvojitvi Konstantinopla leta 1453, so Osmanski sultani začeli na veliko graditi stavbe, kjer so uporabljali velike količine İzniških ploščic. Modra mošeja v Carigradu (zgrajena 1609-1616) vsebuje 20.000 ploščic, ploščice pa so bile v veliki meri uporabljene tudi v palači Topkapi (začelo 1459). Rezultat tega povpraševanja so prevladujoči izdelki İzniške keramike.

## Evropa

### Zgodnje figurine
Najstarejši znani keramični predmeti so Gravetenske figurice iz obdobja paleolitika, ki so jih odkrili v Dolní Věstonice v sodobni Češki. Venera iz Dolní Věstonice (Věstonická Venuše v češčini) je kipec gole ženske iz let med 29.000 in 25.000 pred našim štetjem. Bila je oblikovana in nato žgana iz mešanica gline in kosti v prahu. Podobne predmete v različnih medijih so našli širom po Evropi in Aziji in so datirani v zgornji paleolitik ter imenovane Venere. Strokovnjaki se še niso zedinili, kaj je bil njihov namen ali kulturni pomen.

### Starodavni Mediteran
Glazirana egipčanska keramika sega v tretje tisočletje pred našim štetjem, poslikano vendar neglazirano lončenino so razvili še prej v kulturi Naqada. Keramika je postala prefinjena in se je proizvajala v velikem obsegu s pomočjo kalupov, kot tudi z modeliranjem in kasneje tudi z vretenom. Razvili so več metod za glaziranje, barve pa so ostale v veliki meri omejene na območju v modro-zelenega spektra.
Na grškem otoku Santorini so nekateri zgodnje najdbe ustvarili Minojci v tretjem tisočletju pred našim štetjem, z originalnim virom v Akrotiri iz četrtega tisočletja pred našim štetjem. Izkopavanja se nadaljujejo na glavnem arheološkem najdišču Akrotiri. Nekateri izmed izkopanih domov vsebujejo ogromno keramičnih posod za shranjevanje, znanih kot pithoi.
Starogrška in etruščanska keramika je znana po svoji figurativni poslikavi, še posebej v črno-figuralnem in rdeče-figuralnem slogu. Oblikovane grške terakota figurice, še posebej tiste iz Tanagra, so bile majhne figure, ki so imele najprej verski pomen kasneje pa tudi mnogo vsakdanjih žanrskih likov, ki so se očitno uporabljale zgolj za dekoracijo.
Starorimska keramika, kot posoda Samian, je le redko fina. V veliki meri so kopirali oblike iz kovinskih, proizvedene so bile v ogromnih količinah, najdemo jo po vsej Evropi in na Bližnjem vzhodu pa tudi drugod. Monte Testaccio je kup odpadkov v Rimu, ki je skoraj v celoti iz razbitih amfor, ki so se uporabljale za prevoz in skladiščenje tekočin in drugih izdelkov. Nekaj posod velikega umetniškega pomena je ohranjeno, obstaja pa zelo veliko majhnih figur, ki so pogosto vključene v oljenke ali podobne predmete in predstavljajo verske ali erotične teme (ali obe skupaj - rimska posebnost). Rimljani na splošno niso zapustili grobnih pridatkov, kar je najboljši vir antične keramike. Zdi se, da niso imeli veliko razkošne keramike, za razliko od rimskega stekla, ki ga je elita uporabljala z zlatim ali srebrnim priborom. Dražje lončarstvo je bilo največkrat uporabljeno za reliefno dekoracijo, pogosto ulito, namesto barvano. Predvsem v vzhodnem cesarstvu, se je nadaljevala lokalna tradicija, s prevzemanjem rimskih slogov v različnem obsegu.

### Keramika s kositrno glazuro
Keramika s kositrno glazuro izvira iz Iraka v 9. stoletju, od koder se je razširila v Egiptu, Perzijo in v Španijo pred prihodom v Italijo v renesansi, in kmalu potem na Nizozemsko v 16. stoletju in v Anglijo, Francijo in druge evropske države. Pomembni regionalni slogi v Evropi so: Hispano-Mavar, Majolika, Delftware in angleški Delftware. V visokem srednjem veku so bili Hispano-Mavar izdelki iz Al-Andaluz najbolj prefinjena lončenina proizvedena v Evropi, z dovršeno dekoracijo. Uvedla kositrne glazure v Evropi, je bila v italijanski renesansi razvita v majoliko. Kositrno glazirano lončenino prevzamejo na Nizozemskem med 16. do 18. stoletja za izdelavo gospodinjskih, dekorativne kosov in ploščic v velikih količinah, običajno z modro poslikano na beli podlagi. Nizozemski lončarji so kositrno glazirano lončenino prinesli na Britansko otočje , kjer je bila izdelana med okoli 1550 in 1800. V Franciji se je izdelava začela leta 1690 v Quimperju v Bretaniji, sledil je Rouen, Strasbourg in Luneville. Razvoj belih ali skoraj belih žganih izdelkov v Evropi od poznega 18. stoletja, kot je Creamware od Josiah Wedgwood in porcelan, je zmanjšalo povpraševanje po Delftware keramiki in majoliki. Danes je uporaba kositerne glazure omejena v primerjavi z drugimi zaradi nižjih stroškov motnila, čeprav je na splošno omejena na specializirane aplikacije in uporabo pri studijskih lončarjih. (Picassom je izdeloval lončenino z uporabo kositrne glazure).

### Porcelan
Do 16. stoletja so se v Evropo uvažale le majhne količine dragega kitajskega porcelana. Od 16. stoletja dalje je bilo zato več poskusov posnemanja, vključno z mehko pasto in Medici porcelanom, ki so ga proizvajali v Firencah. Nobena ni bila uspešna, dokler ni bil izdelan recept za trdo porcelansko pasto, oblikovan v tovarni Meissen v Dresdnu leta 1710. V nekaj letih so tovarne porcelana vzniknile v Nymphenburgu na Bavarskem (1754) in Capodimonte v Neaplju (1743) in mnogih drugih krajih, pogosto jih je financiral lokalni vladar.
Porcelan iz mehke paste je bil narejen v Rouenu v 1680-tih, prva pomembna proizvodnja pa je bila v St. Cloud, patent je bil podeljen leta 1702. Duc de Bourbon je postavil tovarno Chantilly porcelan leta 1730. Nadalje je bila odprta tovarna v Mennecy, tovarno Vincennes so ustanovili  delavci iz Chantilly leta 1740, in se preselili v večje prostore v Sèvres v 1756. Slednja je imela vodilni položaj v Evropi v drugi polovici 18. stoletja. Prva tovarna v Angliji je znana leta 1742, očitno temelječa na postopku iz Saint-Cloud. Leta 1749 je bil podeljen prvi patent bone china, ki ga je nato izpopolnil Josiah Spode. Glavni oblikovalci angleškega porcelana v 18. stoletju so bile tovarne v Chelsea, Bow, St James, Bristol, Derby in Lowestoft.
Porcelan je bil idealen za energične rokoko krivulje. Izdelki iz teh prvih desetletij evropskega porcelana so na najbolj cenjeni in dragi. Meissenova oblikovalca Johann Joachim Kaendler in Franz Anton Bustelli iz Nymphenburga sta verjetno najboljša umetnika keramičarja v tem obdobju. Kot pri drugih vodilnih modelarjih, sta bila usposobljena kot kiparja in izdelovalca modelov, iz katerih so nato nastajali porcelanski izdelki.
Do konca 18. stoletja so lastniki tovarn porcelana postali uspešen srednji razred Evrope. Tovarne so nastale v večini držav, od katerih mnoge delujejo še danes. Tako kot pribor, je zgodnje evropski porcelan oživil okus za dekorativne figure ljudi in živali, ki so bile prav tako značilnost številnih starodavnih kultur, pogosto kot grobni pridatki. Ti so se še vedno proizvajali na Kitajskem, od katerih so se mnogi znašli v Evropi. Evropske figure so bile skoraj popolnoma sekularne in kmalu svetlo in briljantno pobarvane, pogosto v skupinah z močnim pripovednim poudarkom.

### Wedgwood in keramika severnega Staffordshira
Josiah Wedgwood je zaslužen za industrializacijo izdelave keramike v severnem Staffordshiru. Njegovo delo je bilo zelo visoke kakovosti. Bil je izjemno zainteresiran za znanstvene dosežke svojega časa, njegov pristop in metode so predstavljale revolucijo v kakovosti lončarstva. Njegove edinstvene glazure so se razlikovale od vseh drugih na trgu. Njegova mat površina jasperware v dveh barvah je bila zelo primerna za neoklasicizem konca stoletja, ki je posnemal učinke starorimskih rezljanih gem in kamej kot je Gemma Augustea, ali steklena kameja na Portland vazi, od katerih je Wedgwood izdeloval kopije.
Prav tako je zaslužen za izpopolnjevanje metode tiskanja, ki se je najprej razvila v Angliji okoli leta 1750. Do konca stoletja je v veliki meri nadomestil ročno slikanje zapletenih modelov in velika večina okrašene lončenine na svetu uporablja različice te tehnike še danes.

## Ameriki

### Indijanska keramika
Ljudje v Severni, Srednji in Južni Ameriki so imeli močno lončarsko tradicijo pred prihodom Evropejcev. Najstarejšo znano keramiko v Amerikah, staro med 5.000 do 6.000 let, so našli v andski regiji, vzdolž pacifiške obale Ekvadorja v Valdivia in Puerto Hormiga, v dolini San Jacinto v Kolumbiji. Predmete stare od 3.800 do 4.000 let so odkrili v Peruju. Nekateri arheologi menijo, da je vedenje o izdelavi keramike prišlo po morju do Mezoamerike, druge velike zibelke civilizacije v Amerikah.
Najbolj razvite sloge so našli v osrednjih in južnih Andih. Keramiko so našli v ceremonialnem mestu pri Chavín de Huántar (800-400 pr. n. št.) in Cupisnique (1000-400 pr.n.št.). V istem obdobju se je druga kultura razvila na južni obali Peruja, v območju imenovanem Paracas. Kultura Paracas (600-100 pred našim štetjem) je proizvajala čudovita dela reliefne keramike dokončane z gostim oljem po žganju. Tej tradiciji barvite keramike in tekstila je sledila kultura Nazca (1-600 n. št.), katere lončarji so razvili izboljšane tehnike za pripravo gline in za okrasitev predmetov; s pomočjo drobne ščetke so slikali sofisticirane motive. V zgodnji fazi Nazca keramike so lončarji slikali realistične znake in krajino.
Kultura Moche (1-800 n. št.), ki je cvetela na severni obali sodobnega Peruja je izdelovala glinene skulpture in portrete okrašene z drobnimi rdečimi linijami na bež ozadju. Njihovo lončarstvo izstopa po svojih huacos portretih vaz, na kateri so prikazani človeški obrazi, ki izražajo različna čustva - srečo, žalost, jezo, melanholijo - kot tudi zapletene risbe vojn, človeških žrtev in praznovanja.
Maji so bili relativno pozni za razvoj keramike, njihova keramična umetnost je cvetela v klasičnem obdobju Majev od 2. do 10. stoletja. Ena pomembna likacija je na jugu Belizeja znana kot Lubaantun, ki se ponaša predvsem s podrobnimi in profiliranimi deli. Kot dokazilo o obsegu teh umetniških del, so mnogi Lubaantun izdelki najdeni v oddaljenih majevskih mestih v Hondurasu in Gvatemali. Še več, trenutni Maji iz Lubaantuna še ročno izdelujejo kopije mnogih originalnih modelov.
V Združenih državah Amerike so najstarejši lončarskih predmeti stari do 2500 pred našim štetjem. Našli so jih v Timucuan Ecological and Historic Preserve v Jacksonville, Florida, nekatere nekoliko starejše ob reki Savannah v Georgi.
Ljudstvo Hopi v severni Arizoni in več drugih ljudstev Pueblo vključno s Taos, Akome in Zuni (vse v jugozahodnem delu ZDA) so znani po poslikani keramiki v različnih sogih. Nampeyo  in njihovi sorodniki so ustvarili zelo iskane izdelke v začetku 20. stoletja. Plemena Pueblo v državi New Mexico imajo sloge prepoznavne za vsako od različnih pueblo (vasi). To so med drugimi Santa Clara Pueblo, Taos Pueblo, Hopi Pueblos, San Ildefonso Pueblo, Akome Pueblo in Zuni Pueblo. Nekateri od priznanih umetnikov Pueblo keramike so: Nampeyo, Elva Nampeyo in Dextra Quotskuyva iz plemena Hopi; Leonidas Tapia iz San Juan Pueblo; Maria Martinez in Julian Martinez iz San Ildefonso Pueblo. V začetku 20. stoletja sta Martinez in njen mož Julian odkrila metodo ustvarjanja tradicionalne San Ildefonso Pueblo črne-na črnem keramike.

### Mehiška keramika
Mehiška keramika ima starodavno tradicijo. Predkolumbovski lončarji so izdelovali svoje izdelke s stiskanjem, navijanjem ali z metodo kladiva in nakovala in namesto glazirali so svoje lonce žgali.
Mexican ceramics are an ancient tradition. Precolumbian potters built up their wares with pinching, coiling, or hammer-an-anvil methods and, instead of using glaze, burnished their pots.

### Umetniška keramika v ZDA
V Združenih državah Amerike obstaja močna tradicija studio umetnikov, ki delajo v keramiki. Rast se je začela 1960 in se nadaljuje do današnjih dni. Mnogi muzeji imajo v svojih stalnih zbirkah kose likovne umetnosti, obrti in sodobne umetnosti.
Beatrice Wood je bila ameriška umetnica, ki je imela studio keramike v Ojai v Kaliforniji. Razvila je edinstveno obliko luster-glazuro tehnike in je delovalo od leta 1930 do leta 1998, ko je umrla stara 105 let. Robert Arneson je ustvarili večje kiparsko delo v abstraktnem reprezentančnem slogu. Na mnogih šolah, univerzah in likovnih inštitutih v Združenih državah Amerike obstajajo oddelki za umetniško keramiko.

## Podsaharska Afrika
Lončarstvo v podsaharski Afriki se tradicionalno izvaja s tehniko navijanja in žganja na nizki temperaturi. Figurine starodavne Nok kulture, katerih funkcija je še vedno nejasna, so zgled kakovostnega figuralnega dela, ki ga najdemo v številnih kulturah, kot je na primer kraljestvo Benin (južna regija Nigerije).
Ladi Kwali, nigerijski lončar, ki je delal v tradiciji Gwari ljudstva, ima velike lonce okrašene z zarezanimi vzorci. Njegovo delo je zanimiv hibrid tradicionalno afriškega z zahodnim lončarstvom. Magdalena Odundo je v Keniji rojena britanska studio keramičarka, ki izdeluje ročno in polirano keramika.

## Galerija
- Tile, ljudstvo Hopi Pueblo, potno 19.- zgodnje 20. st., Brooklyn Museum
- Umetniška keramika, Cantor Arts Center na Stanford University.
- Staroegipčanska keramika, Louvre, Pariz.
- Keramični kelih iz Navdatoli, Malwa, Indija, 1300 pr. n. št..
- Pogrebna žara v obliki "boga netopirja" ali jaguarja, Oaxaca, Mehika, 300–650 n. št..  Višina: 23 cm.
- Luca della Robbia, Devica z otrokom z Janezom Krstnikom
- Dinastija Ming, skleda z zmajem v klasični modro beli
- Peč iz 18. st. v Katarinini palači, St. Petersburg
- Industrijska umetnost: "Korejska deklica." Meissen porcelan museum.
- Skupina ljubimcev, avtor Franz Anton Bustelli, Nymphenburg, 1756.
- "Angel", ljudska umetnost v Melbournu, Avstralija, avtor Deborah Halpern.(mešanica ploščic na jeklenem okvirju)[26]
- Razstava umetniške keramike, 1963
- Okoli 2-3 inče velik miniaturni keramični lonček s pokrovom